# Gare de Higashi-Tarumi
La gare de Higashi-Tarumi (東垂水駅, Higashi Tarumi-eki) est une gare ferroviaire localisée dans l'arrondissement Tarumi de la ville de Kobe, dans la préfecture de Hyōgo au Japon. La gare est exploitée par la compagnie Sanyo Electric Railway, sur la ligne principale Sanyo Electric Railway. Le numéro de la gare est SY 10.

## Situation ferroviaire
Établie à 18 mètres d'altitude, la gare de Higashi-Tarumi est située au point kilométrique (PK) 8.6 de la ligne principale Sanyo Electric Railway.

## Histoire
C'est le 12 avril 1917 que la gare est inaugurée.
En 2013, la fréquentation journalière de la gare était de  570 personnes.
| 2010 | 2011 | 2012 | 2013 |
| 534  | 496  | 526  | 570  |

## Service des voyageurs

### Accueil
La gare est une halte sans service et sans personnel.

### Desserte
La gare de Higashi-Tarumi est une gare disposant de deux quais et de deux voies.
| N° de voie    | Ligne | Direction         |
| ------------- | ----- | ----------------- |
| Côté mer      | Sanyō | Akashi - Himeji   |
| Côté montagne | Sanyō | Sannomiya - Osaka |

Installations et desserte
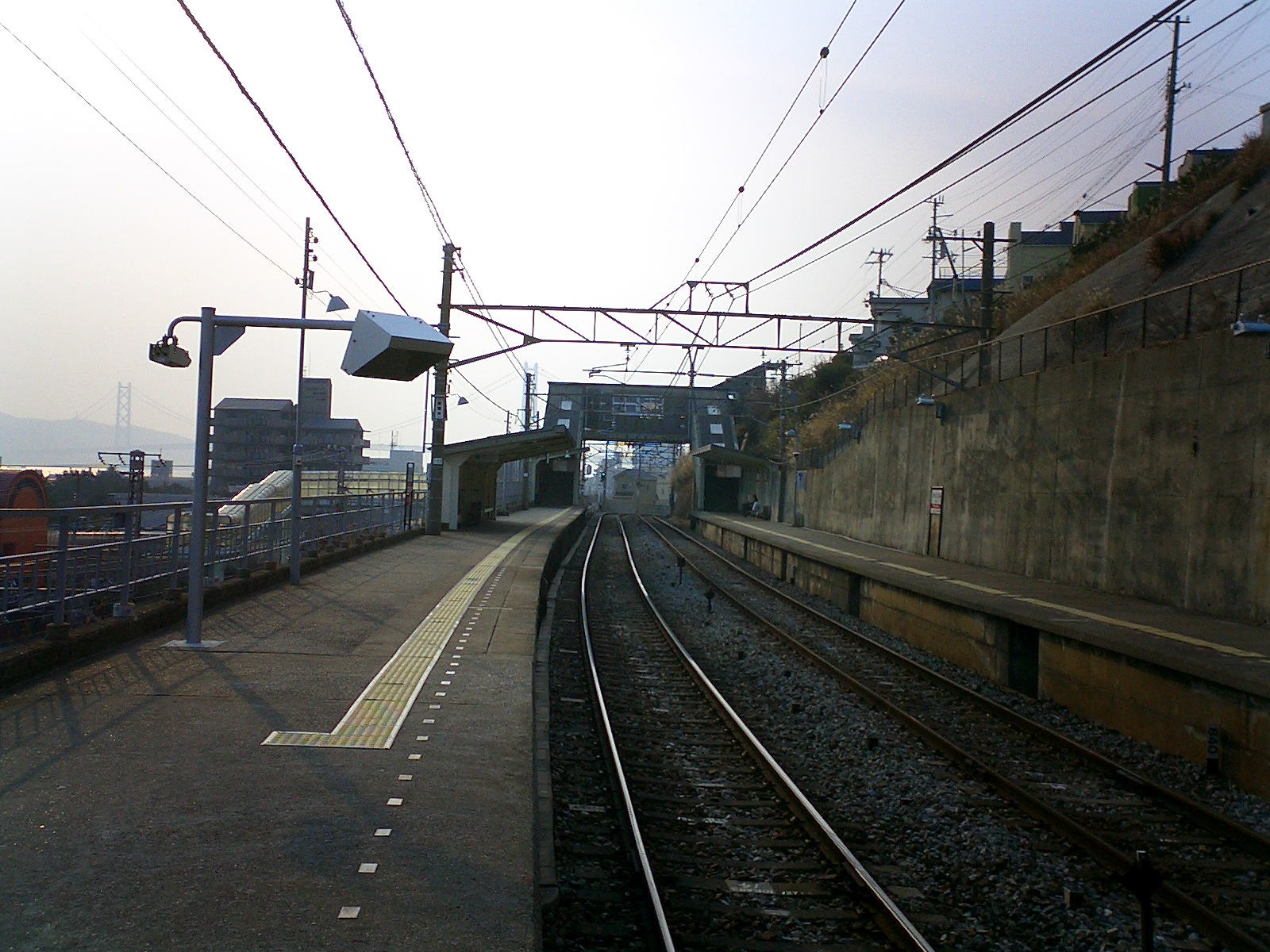
Voies et quais.
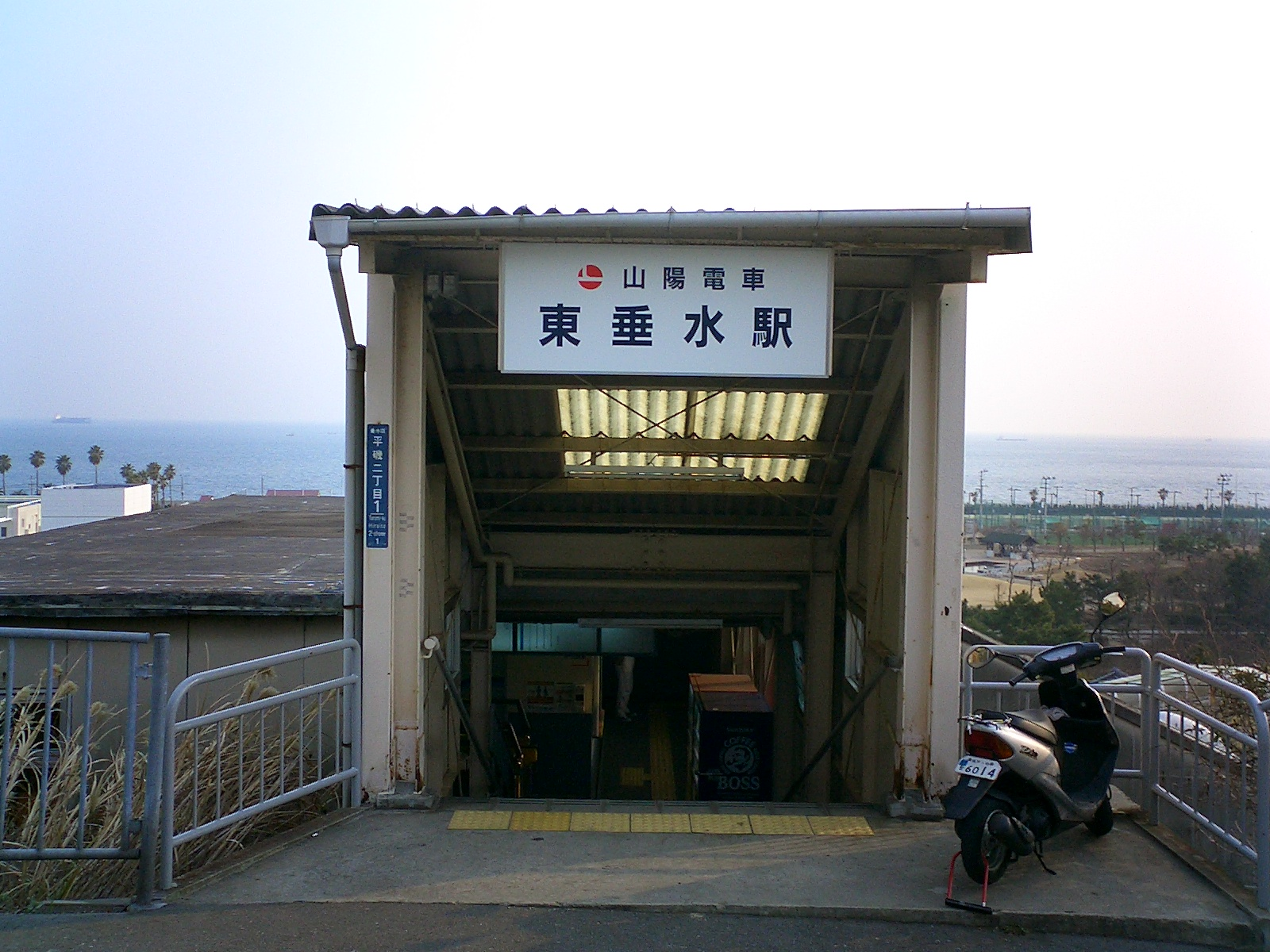
Entrée de la gare.

### Site d’intérêt
- Les parcs Higashitarumi et Hiraiso